# Cézium-kromát
A cézium-kromát a krómsav céziumsója, képlete CrCs2O4. Az elektroncsövek gyártásának utolsó lépéseiben – bórral, titánnal, szilíciummal reagáltatva – céziumgőzök előállítására használják. A céziumgőzök a maradék gázokkal, köztük a nitrogénnel és oxigénnel is reagálnak.

## Fordítás
Ez a szócikk részben vagy egészben  a   Caesium chromate című angol Wikipédia-szócikk ezen változatának fordításán alapul.  Az eredeti cikk szerkesztőit annak laptörténete sorolja fel. Ez a jelzés csupán a megfogalmazás eredetét és a szerzői jogokat jelzi, nem szolgál a cikkben szereplő információk forrásmegjelöléseként.